# Referendo constitucional no Cazaquistão em 2022

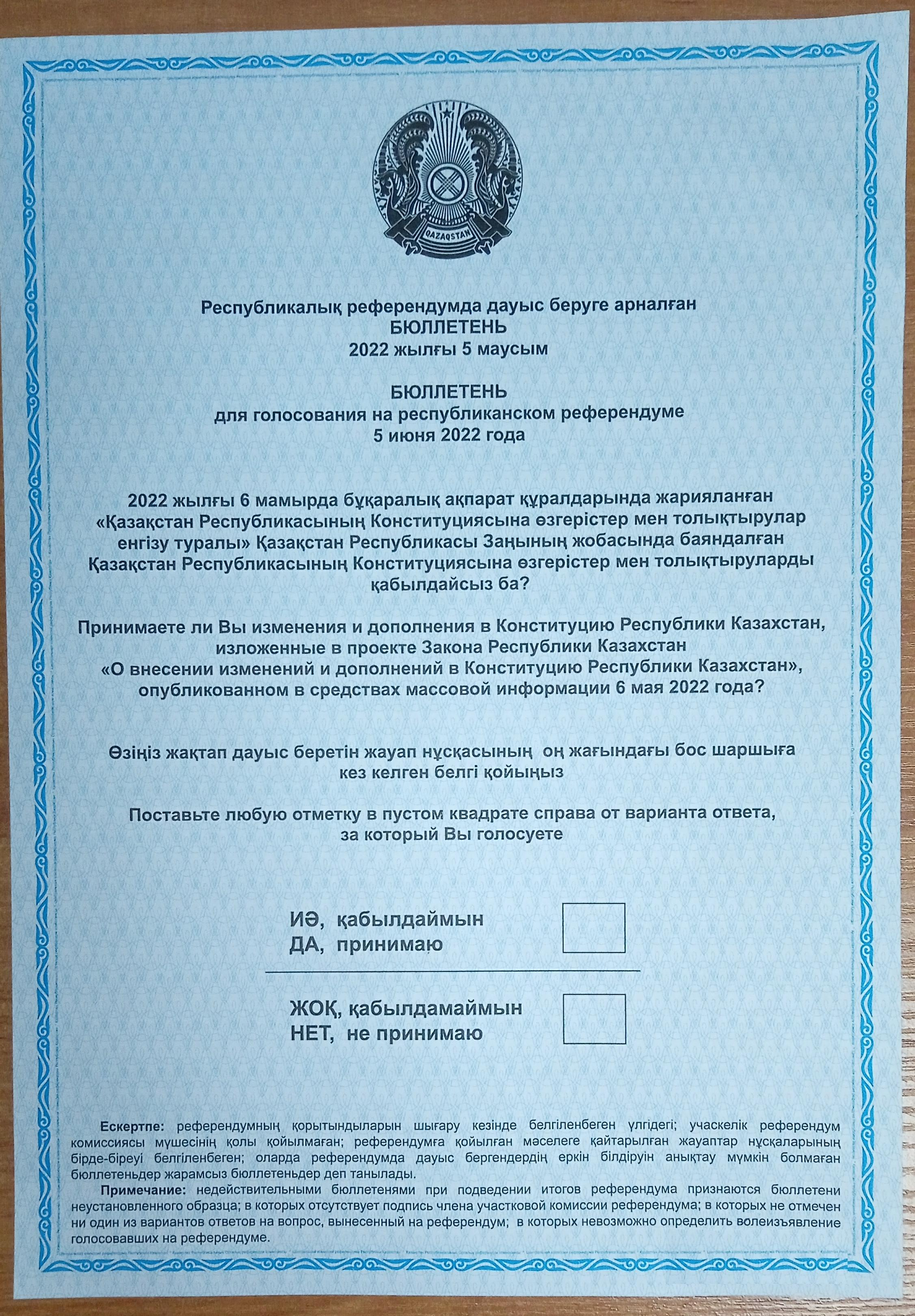
Cédula do referendo constitucional cazaque de 2022 (nas línguas cazaque e russa)

Um referendo constitucional, referido como o referendo republicano, foi realizado no Cazaquistão em 5 de junho de 2022 sobre a aprovação de 56 emendas à Constituição do Cazaquistão. As alterações foram propostas pela primeira vez pelo presidente Kassym-Jomart Tokayev durante o seu Discurso do Estado da Nação em março de 2022 em resposta a protestos violentos, causados pelo agravamento das condições econômicas e pelo aumento dos apelos por reformas políticas rápidas, que ocorreram no início de janeiro do mesmo ano. Este será o terceiro referendo a ocorrer no Cazaquistão desde a independência e o primeiro em quase 27 anos, tendo o último referendo sido realizado em 1995. Será também a primeira votação a ocorrer como um referendo republicano, de acordo com a lei originalmente aprovada após a ratificação da Constituição cazaque de 1995.
As alterações propostas à Constituição foram apresentadas pela primeira vez ao público em abril de 2022, com o presidente Tokayev levantando a ideia de realizar um referendo republicano para aprovar as mudanças no final daquele mês. No início de maio, o Parlamento aprovou um projeto de pacote de emendas constitucionais e adições que foi posteriormente assinado por Tokayev, que definiu a data para o referendo ocorrer em um decreto presidencial.
Para serem aprovadas, as alterações propostas precisam reunir a maioria absoluta de todos os votos, incluindo em branco e inválidos, em nível nacional, bem como em dois terços das 18 regiões e cidades autônomas, e uma participação mínima de 50% dos eleitores registrados.

## Resultados
Em 5 de junho de 2022, às 22h00 UTC+7, o secretário da Comissão Central de Eleições (CCE), Muqtar Erman, anunciou que a Comissão do Referendo havia começado a contar votos e que o protocolo (tabulação de cédulas) pelas Comissões Territoriais de Eleições (CTEs) a ser recebido em forma eletrônica, bem como os resultados preliminares, seria apresentado no dia seguinte. Em 6 de junho, 08h00 UTC+7, a CCE em briefing revelou resultados preliminares, confirmando oficialmente que as alterações constitucionais propostas foram aprovadas pelo público com os resultados preliminares mostrando uma participação de 68,1%, com uma esmagadora maioria de 77,2% votando "Sim" a favor das alterações à constituição, enquanto 18,66% votaram contra. De acordo com Nurlan Äbdirov, presidente da CCE, o número de cédulas em que tanto "Sim" quanto "Não" foram marcados de uma só vez foi de 1,58% (25 859) dos votos e foram considerados válidos, embora não fossem levados em conta durante a tabulação dos votos.  Äbdirov observou que as CTEs devem fornecer os protocolos originais de cada região dentro de dois dias para resumir os resultados finais que seriam apresentados em um briefing seguinte da CCE.
| Alternativa                            | Votos      | %      |
| -------------------------------------- | ---------- | ------ |
| Sim                                    | 6,163,516  | 77,18  |
| Não                                    | 1,490,470  | 18,66  |
| Votos válidos                          | 7,779,845  | 98.38  |
| Votos inválidos ou em branco           | 205,924    | 1.62   |
| Total de votos                         | 7,985,769  | 100,00 |
| Eleitores registrados e comparecimento | 11,734,642 | 60,05  |
| Fonte: OSK                             |            |        |